# Tommy Hannan
Thomas G. „Tommy“ Hannan (* 14. Januar 1980 in Baltimore, Maryland) ist ein ehemaliger Schwimmer aus den Vereinigten Staaten. Er erhielt 2000 in Sydney eine olympische Goldmedaille.

## Karriere
Hannan besuchte die Mount Saint Joseph High School in Maryland und danach die University of Texas at Austin. Als Student in Austin nahm er an der Universiade 1999 in Palma de Mallorca teil. Dort gewann er den Titel über 200 Meter Lagen in 2:04,42 Minuten. Im Jahr darauf bei den Olympischen Spielen 2000 in Sydney erreichte Hannan das Halbfinale über 100 Meter Schmetterling und belegte in der Gesamtwertung den 14. Platz. Die 4-mal-100-Meter-Lagenstaffel mit Neil Walker, Ed Moses, Tommy Hannan und Jason Lezak erreichte das Finale mit der drittschnellsten Vorlaufzeit. Im Endlauf schwammen Lenny Krayzelburg, Ed Moses, Ian Crocker und Gary Hall junior fast fünf Sekunden schneller als die Vorlaufstaffel und stellten einen neuen Weltrekord auf. Alle sieben eingesetzten Schwimmer erhielten bei der Siegerehrung eine Goldmedaille.
Bei den Pan Pacific Swimming Championships 2002 in Yokohama belegte Hannan den sechsten Platz über 100 Meter Schmetterling. Im Jahr darauf wurde er bei den Panamerikanischen Spielen in Santo Domingo Siebter über 100 Meter Freistil und Sechster über 100 Meter Schmetterling.